# Tema de Carsiano
Carsiano (en griego: Χαρσιανόν) fue el nombre de un tema (provincia civil y militar bizantina) y de una fortaleza ubicada en dicho thema, en la región de Capadocia en Anatolia central (Turquía moderna).
Recibió su nombre por la capital inicial, la fortaleza de Carsiano (sus ruinas se encuentran en Muşalikalesi, distrito de Akdağmadeni en Yozgat), aunque la capital se trasladó posteriormente a Cesarea.

## Historia
La fortaleza de Carsiano (en griego: Χαρσιανόν κάστρον, romanizado: Charsianon kastron; en árabe: Qal'e-i Ḥarsanōs‎) aparece mencionada por primera vez en 638, durante la primera ola de las conquistas musulmanas. Presuntamente recibió su nombre en honor de un general de Justiniano llamado Carsio.
Los árabes la tomaron en 730 y fue territorio disputado durante las guerras bizantino–árabes del siglo siguiente. A lo largo del siglo VIII fue parte del tema armeniaco, dentro del que conformaba un distrito militar y territorial (tourma). A comienzos del siglo IX, la fortaleza fue el centro de una kleisoura, un distrito de frontera fortificado. 
En algún momento entre 863 y 873, fue elevado al rango de thema, siéndole añadido territorios de los themas vecinos de los bucelarios, Armenia y Capadocia. Era una provincia de rango intermedio en cuanto a contribuciones, con su estratego recibiendo un salario anual de 20 libras de oro y mandando, según fuentes árabes, 4 000 hombres y cuatro fortalezas.
En el siglo X, el tema de Carsiano fue un baluarte importante de la aristocracia militar terrateniente, con los importantes clanes Argiro y Maleino teniendo sus propiedades en la región. Tras 1045, un número significativo de armenios, incluyendo el antiguo rey Gagik II (r. 1042–1045), fueron reasentados ahí, causando conflicto con la población griega local. El tema fue perdido frente a los turcos selyúcidas tras la batalla de Manzikert en 1071 y dado a los danisméndidas. Gagik II es descrito como el último doux de Carsiano en 1072–1073.